# Rivière Ungavatuarusik
Rivière Ungavatuarusik är ett vattendrag i Kanada.   Det ligger i provinsen Québec, i den östra delen av landet, 1 500 km norr om huvudstaden Ottawa.
Omgivningarna runt Rivière Ungavatuarusik är i huvudsak ett öppet busklandskap. Trakten runt Rivière Ungavatuarusik är nära nog obefolkad, med mindre än två invånare per kvadratkilometer.